# ТЕЦ Сушець
ТЕЦ Сушець — теплоелектроцентраль на півдні Польщі, за три десятки кілометрів на південний захід від Катовиць.
У 1983 році поблизу села Сушець почала роботу вугільна шахта Krupiński, для забезпечення потреб якої змонтували три водогрійні котли: два вугільні WR-10 та один газовий PWPg-6.
В 1997-му станцію перетворили на ТЕЦ, для чого доповнили двома генераторними установками потужністю 2,7 МВт та 3,1 МВт на основі двигунів внутрішнього згоряння TBG 632V16 виробництва німецької компанії MWM Deutz. Вони використовують шахтний метан, отриманий під час дегазації підземних виробіток. Окрім виробництва електроенергії, ці установки могли продукувати 3,9 МВ та 4,1 МВт теплової енергії відповідно.
Станом на другу половину 2010-х діє чотири генераторні установки загальною електричною потужністю 10,6 МВт. Теплова потужність станції становить 38,6 МВт. При цьому у 2015—2017 роках 95 % тепла отримали від спалювання шахтного метану.
Наразі ТЕЦ Сушець діє відокремлено від шахти, у складі активів енергетичної групи TAURON.